# Hermanos exclusivistas
Los Hermanos exclusivistas (en inglés: Exclusive Brethren) son un grupo de cristianos evangélicos que en 1848 se separaron de los Hermanos de Plymouth.
Por entonces la Iglesia de los Hermanos se expandían las dos ciudades principales eran Plymouth y Bristol, John Nelson Darby y Benjamin Newton eran dos de los hermanos prominentes de esas asambleas cristianas. Todos estos grupos de cristianos se destacan por su total rechazo al servicio militar, convirtiéndose en objetores de conciencia.
J. N. Darby comenzó una tarea misionera en numerosas iglesias de Europa del Centro, allí se encontró con unos escritos que contradecían los principios de reunión de los hermanos establecidos en 1828. Volvió a Inglaterra, con la intención de remediar esto, hubo grandes diferencias entre Darby por un lado y Newton y Harris por el otro, lo que llevó a una división de la Asamblea en dos grupos.
Varios hermanos se separaron de Plymouth y formaron dos congregacíones en la misma ciudad, un grupo unido a Newton y Harris y el otro a J.N. Darby. Al mismo tiempo ocurre otra división de los hermanos que se unieron a Newton, este grupo separado fue aceptado en Bristol (Capilla Bethesta) grupo de hermanos que hasta ese momento tenía buenas relaciones con ambos; Darby se molestó porque los hermanos de Bristol aceptaron a este grupo separado de la asamblea de Benjamín Newton; luego de un intercambio de cartas donde de un lado y del otro se recriminaban diferentes cargos, la Iglesia de los Hermanos queda dividida en dos. Un grupo fue reconocido como hermanos libres o abiertos que eran seguidores de los hermanos de Bristol cuyo principio fue aceptar a todos los que profesaran la Fe en Cristo, y no se viera en ellos una doctrina errónea, al otro grupo se lo reconoció como hermanos cerrados o exclusivistas, ya que profesaban que no se debía admitir en la asamblea a cualquiera y mantuvieron una actitud más conservadora, J. N. Darby fue uno de los hermanos principales de este grupo. Esto sucedió entre 1845 y 1849.
Los llamados hermanos exclusivistas crecieron en número importante de miembros, con Darby como un hermano fundamental. En el año 1879 sufren la primera de una serie de divisiones, esta es la llamada "División Kelly", de allí en adelante sufren múltiples divisiones en la mayoría de ellas por situaciones triviales o de dependencia humana.

## Divisiones
La primera en 1879 división William Kelly, le siguieron, en 1883 división Stuart y Stoney, en 1890 división Bexhill o Lowe, por el ministerio F. Raven, en 1896 división de la Revisión del Mantenimiento de la verdad por el ministerio de Stoney, en 1905 división de Glaton, 1908 división de Alnwick, en 1909 la división sobre la presencia de Cristo en la Asamblea siendo Taylor uno de los hermanos que mantenían la controversia, en 1916 la división llamada de la responsabilidad cumplida, 1918 y 1920 Controversia escritural de tiempos difíciles, 1929 Controversia sobre el hijo eterno entre Continentales y Ravenistas, 1945 a 1951 el orar y cantar al Espíritu Santo, y así otras más. Convirtiendo esta rama de los hermanos en pequeños grupos dispersos.